# Koča strahu
Koča strahu (izviren angleški naslov: Cabin Fever) je ameriška grozljivka iz leta 2002, delo režiserja Elia Rotha. V njem igrajo Rider Strong, Jordan Ladd, James DeBello in Giuseppe Andrews. Producenti filma so Lauren Moews in Evan Astrowsky, ter ekskluzivna producentka Susan Jackson. Film je bil prvenec za režiserja Elia Rotha, ki je skupaj s Randyem Pearlsteinom napisal tudi scenarij. Zgodba govori o skupini prijateljev iz kolidža, ki najamejo kočo v gozdu in postanejo žrtve nekakšnega virusa. Navdih za film je nastal med izletom Rotha na Islandijo, kjer se je srečal s kožno boleznijo.
Roth je želel posneti film, ki bi nekako izstopal od ostalih filmov v tistem obdobju. Eden izmed takratnih filmov, Čarovnica iz Blaira (The Blair Witch Project), je še posebej navdušil Rotha, ki je prav tako začel promovirati film med produkcijo na internetu in tako pridobil distributorje. Film je sam po sebi nekakšna mešanica Rothovih najljubših grozljivk kot so Zlobni mrtveci (The Evil Dead), Teksaški pokol z motorko (The Texas Chain Saw Massacre) in Zadnja hiša na levi (The Last House on the Left).

## Vsebina
Puščavnik sprehaja psa po gozdu, vendar se pes okuži in puščavnik pride v tik z njegovo krvjo.
Skupina študentov, Jeff, Marcy, Paul, Karen in Burt odidejo v oddaljeno kočo v gozdu, da bi proslavili začetek počitnic. Jeff in Marcy sta v razmerju, medtem ko je Paul že od sedmega razreda zaljubljen v prijateljico Karen iz otroštva, Burt pa je pregovorno "peto kolo" skupine. Med obiskom lokalne trgovine se srečajo z nenavadnim fantom po imenu Dennis, ki rad grize ljudi. Ko pridejo do koče, Jeff in Marcy seksata, Paul in Karen odideta plavat, Burt pa odide na lov za vevericami s svojo puško, kjer ponesreči ustreli izmaličenega in krvavega puščavnika. Puščavnik pobegne, Burt pa ostalim zamolči ta incident.
Te noči se prijatelji zberejo okoli ognja, kjer se jim pridružita prijazen fant Justin, ki ima raje ime Grimm in njegov jezen pes dr. Mambo. Najprej si razdelijo nekaj marihuane, nato pa začne deževati, zato Grimm zapusti psa tam, da spakira svoje stvari. Medtem ko prijatelji čakajo na Grimma v zaprtih prostorih, se puščavnik vrne, v veliko slabšem stanju kot prej in prosi za pomoč. Burt zaklene vrata bolnemu puščavniku, ki nato poskuša ukrasti avtomobil, medtem ko povsod bruha kri. Ko puščavnik ogrozi Marcy in Karen, Paul po nesreči zažge puščavnika, medtem ko ga poskuša odgnati z ognjem. Skupina začne naslednji dan iskati pomoč. Jeff in Burt najdeta prijazno sosedo, vendar odideta ko ugotovita, da je slednja sestrična mrtvega puščavnika. Da so stvari še slabše, začne skupino nadlegovati dr. Mambo. Paul pozneje dobi pomoč namestnika policije Winstona, ki obljubi, da bo poslal vlečno vozilo, vendar pa medtem spodbuja Paula, naj se dobro zabava. Paul odide k Karen, ki je še vedno razburjena zaradi smrti puščavnika. Ko jo pomiri se zdi, da bo Paul končno seksal z njo, vendar ko pa se je dotakne, odkrije ogromno krvavo okužbo na njenem stegnu. Skupina jo zato izolira v hlevu zunaj koče.
Po popravilu tovornjaka, Burt začne kašljati kri, inugotovi da je okužen, vendar ttega ne pove drugim. Ko Karen začne bruhati kri v tovornjaku jih Jeff zapusti. Burt se vrne v trgovino, da bi dobil pomoč, toda razjezi Dennisovega očeta po nenamerni okužbi Dennisa z boleznijo, ko ga Dennis ugrizne. Burt pokaže še več znakov okužbe vendar poobegne, slediti pa mu začnejo Dennisov oče in njegova prijatelja. V koči, Marcy začne verjeti da bodo slej kot prej vsi dobili okužbo. Ko jo Paul skuša potolažiti seksata. Kmalu zatem odkrije na hrbtu znake okužbe in ugotovi, da je okužen tudi Paul, ker nista uporabljala kondoma. Marcy odide jokat v kad, Paul pa jo zapusti. Ko si brije noge, se Macy začne lupiti koža, zato steče v paniki iz koče, kjer jo ubije in raztrga dr. Mambo.
Medtem Paul odkrije puščavnikovo truplo, ki plava v rezervoarju in spozna, da se okužba širi skozi pitno vodo. Paul se vrne doo koče, kjer odkrije, da dr. Mambo žre Karen. Dr. Mamba ubije z Burtovo pištolo, Karen pa umori iz usmiljenja z lopato. Umirajoč Burt se nato vrne v kočo, kjer ga še vedno zasledujejo Dennisov oče in njegova tovariša. Burt je brutalno ubit, Paul pa ubije trojico ki ga je zasledovala.  Kasneje se Paul se je ponovno sreča z namestnikom Winstonom, ki se zabava z mladoletnimi pivci. Po tem, ko je Winston opozorjen o skupini okuženih v počitniški koči, Paul napade in okuži nekaj Winstonovih prijateljev, preden je Winstona spravi v nezavest. Paula je kasneje pobere mimoidoči tovornjak in ga pripelje v bolnišnico. Tam ga zaslišujejo o virusu, vendar ne more odgovoriti. Šerif pove Winstonu, da naj "poskrbi" za Paula. Paul poskuša opozoriti Winstona na pitno vodo tako, da mu reče "voda ...", vendar se Winston odzove samo tako, da ga odloži na robu potokov.
Naslednji dan se Jeff po skrivanju v gozdu vrne v kočo. Sprva začne jokati ob ogledu ostankov svojih prijateljev, vendar kmalu postane vnemičen, ko ugotovi da je edini preživel brez okužbe. Zmagoslavno dvigne roke, vendar ga ustrelijo policisti in njegovo truplo skupaj z ostalimi zažgejo. V trgovini otroci prodajajo limonado, ki so jo naredili iz vode iz potoka, v katerem je bil odvržen Paul. Poleg tega je mogoče videti velik tovornjak poln steklenic vode, vzete iz potoka, ki zapušča trgovino.

## Igralci
- Rider Strong kot Paul
- James DeBello kot Burt
- Jordan Ladd kot Karen
- Cerina Vincent kot Marcy
- Joey Kern kot Jeff
- Arie Verveen kot Henry
- Giuseppe Andrews kot namestnik Winston Olsen
- Matthew Helms kot Dennis
- Eli Roth kot Justin "Grimm"
- Hal Courtney kot Tommy
- Richard Fullerton kot šerif